# Borivoj II av Böhmen
Bořivoj II av Böhmen, född 1064, död 1124, var en monark av Böhmen. Han regerade från 1100 till 1107 och från 1117 till 1120.